# Chavençon
Chavençon est une commune française située dans le département de l'Oise, en région Hauts-de-France.

## Géographie
Les communes limitrophes de Chavençon sont Neuville-Bosc, Monneville, Lavilletertre, Neuilly-en-Vexin, Haravilliers.
| Monneville    |                               | Neuville-Bosc             |
| Lavilletertre | Chavençon                     | Haravilliers (Val-d'Oise) |
|               | Neuilly-en-Vexin (Val-d'Oise) | Le Heaulme (Val-d'Oise)   |

La Mendicité est le seul hameau de la commune.

### Hydrographie
La commune est située dans le bassin Seine-Normandie. Elle est drainée par le ruisseau d'Arnoye, le fossé du Chemin du Heaulme et le ruisseau du Bois Jeune,,.

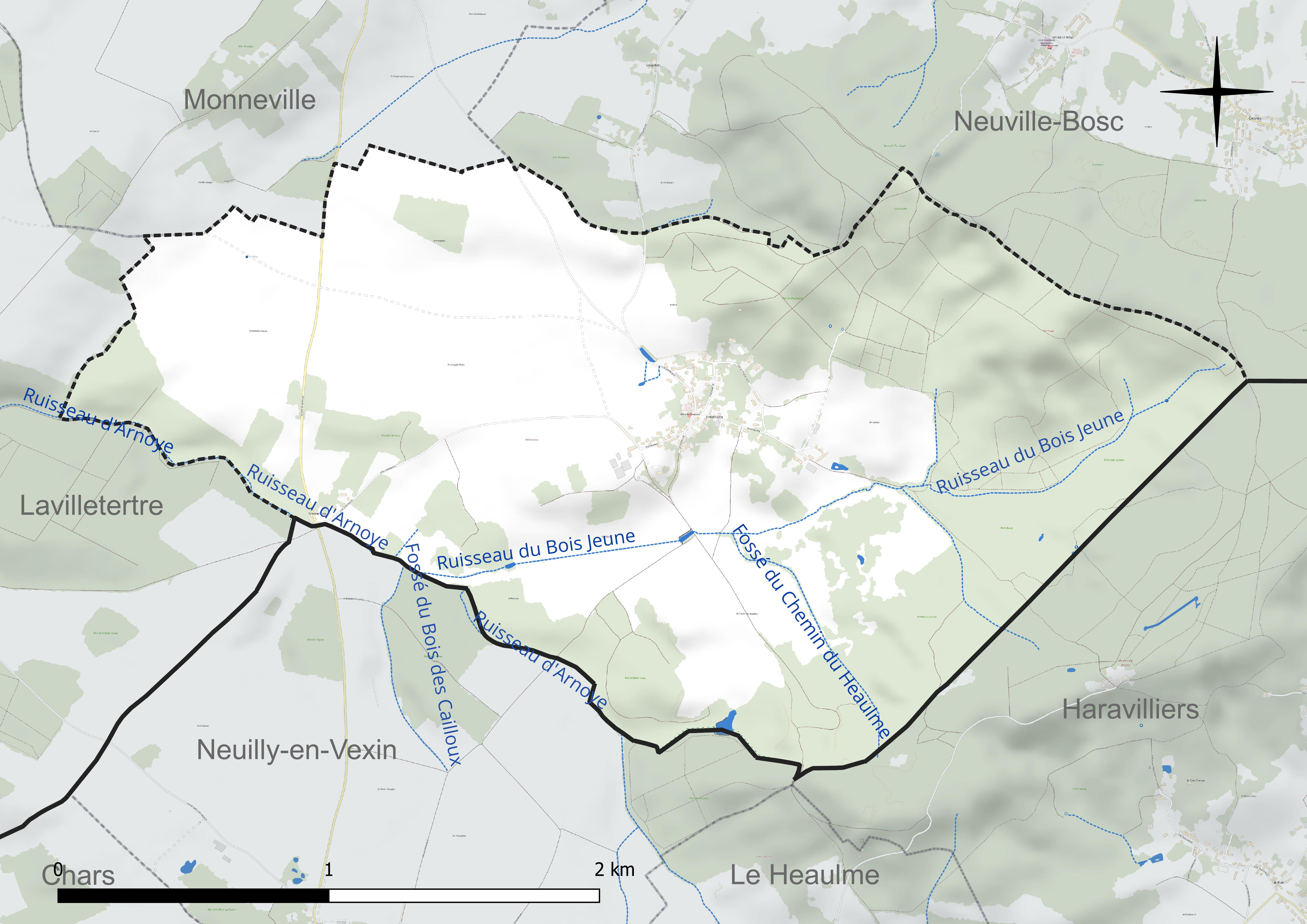
Réseau hydrographique de Chavençon.

### Climat
Pour des articles plus généraux, voir Climat des Hauts-de-France et Climat de l'Oise.
En 2010, le climat de la commune est de type climat océanique dégradé des plaines du Centre et du Nord, selon une étude du CNRS s'appuyant sur une série de données couvrant la période 1971-2000. En 2020, Météo-France publie une typologie des climats de la France métropolitaine dans laquelle la commune est exposée à un climat océanique et est dans la région climatique  Sud-ouest du bassin Parisien, caractérisée par une faible pluviométrie, notamment au printemps (120 à 150 mm) et un hiver froid (3,5 °C). 
Pour la période 1971-2000, la température annuelle moyenne est de 10,7 °C, avec une amplitude thermique annuelle de 14,7 °C. Le cumul annuel moyen de précipitations est de 746 mm, avec 11,5 jours de précipitations en janvier et 8,3 jours en juillet. Pour la période 1991-2020, la température moyenne annuelle observée sur la station météorologique la plus proche, située sur la commune de Boissy-l'Aillerie à 14 km à vol d'oiseau, est de 11,2 °C et le cumul annuel moyen de précipitations est de 635,8 mm,. Pour l'avenir, les paramètres climatiques de la commune estimés pour 2050 selon différents scénarios d'émission de gaz à effet de serre sont consultables sur un site dédié publié par Météo-France en novembre 2022.

## Urbanisme

### Typologie
Au 1er janvier 2024, Chavençon est catégorisée commune rurale à habitat dispersé, selon la nouvelle grille communale de densité à sept niveaux définie par l'Insee en 2022.
Elle est située hors unité urbaine. Par ailleurs la commune fait partie de l'aire d'attraction de Paris, dont elle est une commune de la couronne,. 

### Occupation des sols
L'occupation des sols de la commune, telle qu'elle ressort de la base de données européenne d'occupation biophysique des sols Corine Land Cover (CLC), est marquée par l'importance des territoires agricoles (57,4 % en 2018), une proportion identique à celle de 1990 (57,4 %). La répartition détaillée en 2018 est la suivante : 
forêts (42,6 %), terres arables (36,4 %), zones agricoles hétérogènes (12,8 %), prairies (8,2 %). L'évolution de l'occupation des sols de la commune et de ses infrastructures peut être observée sur les différentes représentations cartographiques du territoire : la carte de Cassini (XVIIIe siècle), la carte d'état-major (1820-1866) et les cartes ou photos aériennes de l'IGN pour la période actuelle (1950 à aujourd'hui).

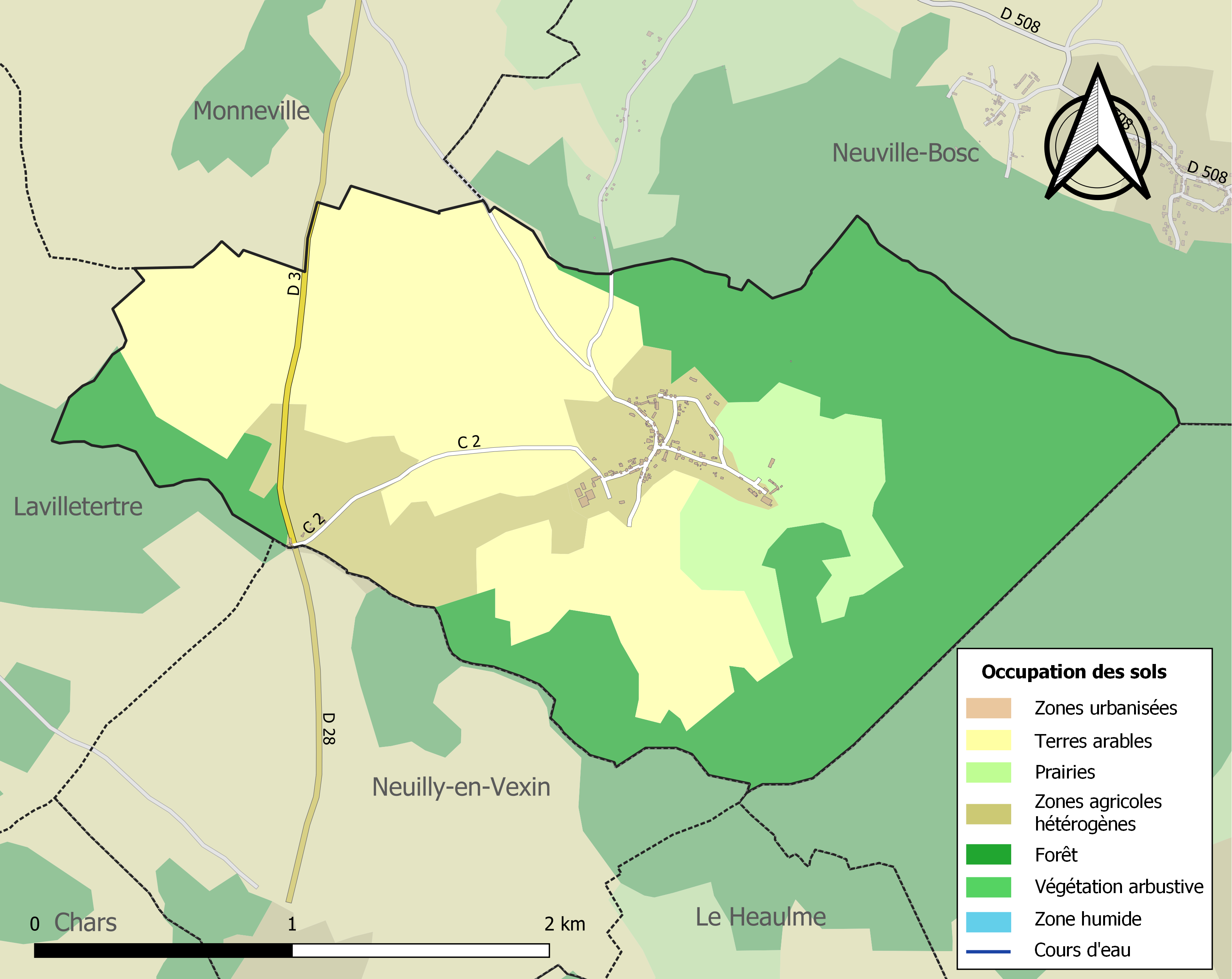
Carte des infrastructures et de l'occupation des sols de la commune en 2018 (CLC).

### Voies de communication et transports
La commune est desservie, en 2023, par la ligne 6106 du réseau interurbain de l'Oise.

## Toponymie
Le nom de la localité est attesté sous les formes Gerardus de Cavenzon (vers 1066) ; Johannes de Chavencun (1211) ; Johannes de Chavencone (1211) ; Chavencon (1212) ; Johannes de Chavenchon (1222) ; Rogerus de Chavencon (1224) ; Chavenson (1219) ; Guillelmus de Chavencun (1231) ; Chavencon (XIIIe siècle) ; Guillermus de Chavencon (1230) ; Chavenceon juxta charz (XIIIe siècle) ; Guillaume de Chavencon (1277) ; Johannes de Chavencon (1280) ; Jehan de Chavencon (1308) ; Thibaut de Savenchon (1399) ; Chavanson (vers 1580) ; Savenchon (1595) ; Chevançon (XVIe siècle) ; Chavançon (1667) ; village de Chauanson (1705) ; Chavençon (XIXe siècle).

Le picard Cavenzon de 1066 se francise en Chavencon XIIIe siècle.
Du gaulois cavius et du suffixe latin onem.
cavius aurait donné chever ou chaver ce qui signifie en vieux français « creuser ». De même toujours en vieux français « cave » signifiait « chemin creux ».

Chavençon est donc le « village du chemin creux » d'où probablement l'appellation populaire de « La Cavée » pour désigner le chemin de Marines et l'entrée ouest du village.

## Histoire
Chavencon a été rattachée à Neuville-Bosc en 1826 mais en a été détachée dès 1833.
En 1890, le village est touché par une épidémie de diphtérie.
L'ensemble des communes sur les buttes de Rosne et la vallée de la Troësne ont été classées par décret le 23 janvier 1996.

## Politique et administration

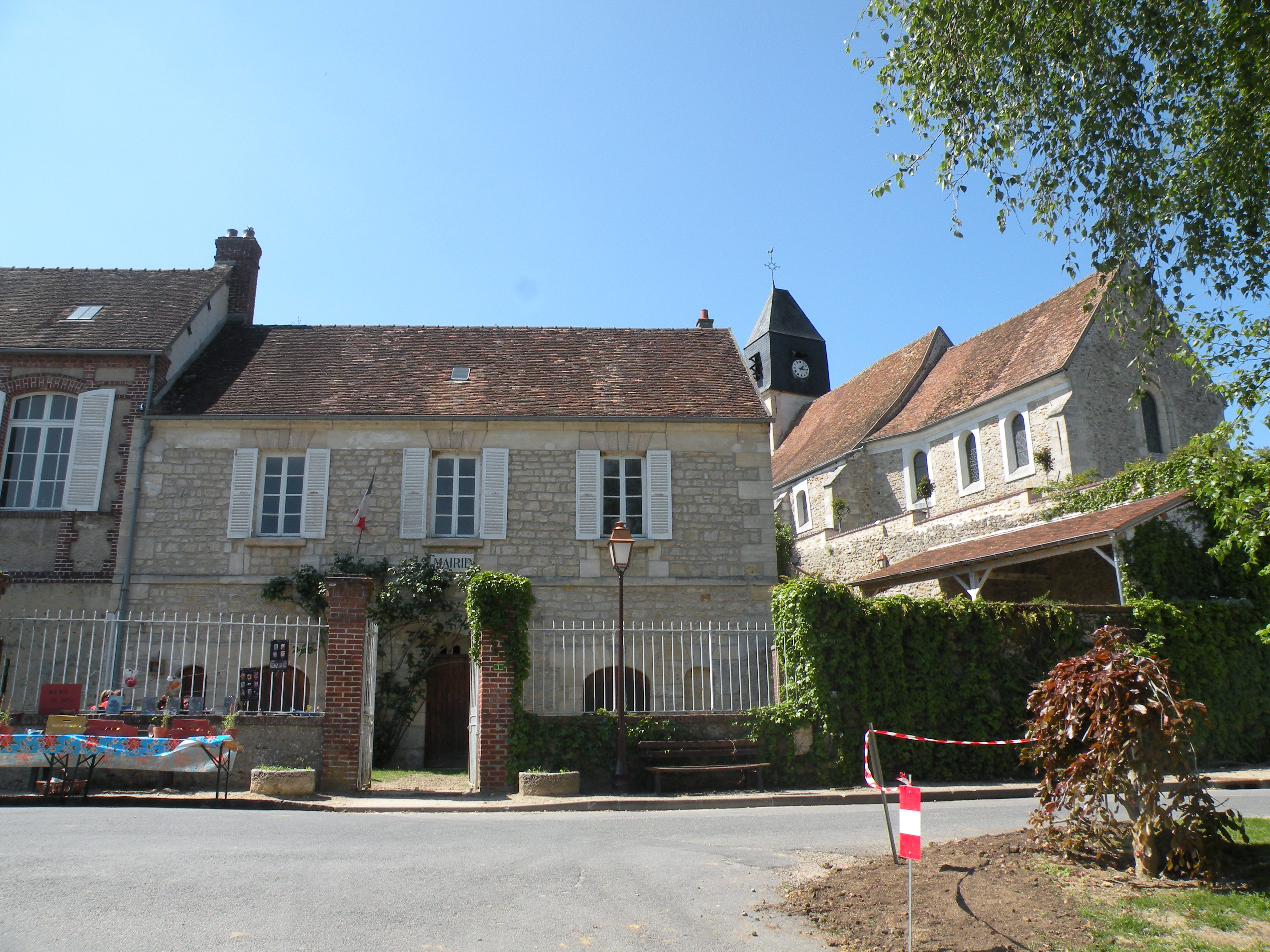
La mairie.

| Période                                  | Période                    | Identité       | Étiquette | Qualité                                                        |
| ---------------------------------------- | -------------------------- | -------------- | --------- | -------------------------------------------------------------- |
| Les données manquantes sont à compléter. |                            |                |           |                                                                |
| avant 1981                               | ?                          | Albert Denis   |           |                                                                |
| juin 1995                                | En cours (au 2 avril 2014) | Michel Tankéré |           | expert-comptable puis retraité, Réélu pour le mandat 2014-2020 |

## Population et société

### Démographie

#### Évolution démographique
L'évolution du nombre d'habitants est connue à travers les recensements de la population effectués dans la commune depuis 1793. Pour les communes de moins de 10 000 habitants, une enquête de recensement portant sur toute la population est réalisée tous les cinq ans, les populations de référence des années intermédiaires étant quant à elles estimées par interpolation ou extrapolation. Pour la commune, le premier recensement exhaustif entrant dans le cadre du nouveau dispositif a été réalisé en 2006.

En 2022, la commune comptait 162 habitants, en évolution de −5,81 % par rapport à 2016 (Oise : +0,87 %, France hors Mayotte : +2,11 %).
| 1793 | 1800 | 1806 | 1821 | 1836 | 1841 | 1846 | 1851 | 1856 |
| ---- | ---- | ---- | ---- | ---- | ---- | ---- | ---- | ---- |
| 182  | 152  | 172  | 167  | 201  | 216  | 210  | 210  | 204  |

| 1861 | 1866 | 1872 | 1876 | 1881 | 1886 | 1891 | 1896 | 1901 |
| ---- | ---- | ---- | ---- | ---- | ---- | ---- | ---- | ---- |
| 176  | 181  | 143  | 140  | 137  | 129  | 114  | 108  | 114  |

| 1906 | 1911 | 1921 | 1926 | 1931 | 1936 | 1946 | 1954 | 1962 |
| ---- | ---- | ---- | ---- | ---- | ---- | ---- | ---- | ---- |
| 118  | 104  | 101  | 111  | 106  | 92   | 93   | 59   | 37   |

| 1968 | 1975 | 1982 | 1990 | 1999 | 2006 | 2011 | 2016 | 2021 |
| ---- | ---- | ---- | ---- | ---- | ---- | ---- | ---- | ---- |
| 50   | 53   | 90   | 109  | 114  | 133  | 163  | 172  | 167  |

| 2022 | - | - | - | - | - | - | - | - |
| ---- | - | - | - | - | - | - | - | - |
| 162  | - | - | - | - | - | - | - | - |

#### Pyramide des âges
La population de la commune est relativement jeune.
En 2018, le taux de personnes d'un âge inférieur à 30 ans s'élève à 39,6 %, soit au-dessus de la moyenne départementale (37,3 %). À l'inverse, le taux de personnes d'âge supérieur à 60 ans est de 19,8 % la même année, alors qu'il est de 22,8 % au niveau départemental.
En 2018, la commune comptait 90 hommes pour 85 femmes, soit un taux de 51,43 % d'hommes, largement supérieur au taux départemental (48,89 %).
Les pyramides des âges de la commune et du département s'établissent comme suit.
| Hommes | Classe d’âge | Femmes |
| ------ | ------------ | ------ |
| 0,0    | 90 ou +      | 0,0    |
| 3,4    | 75-89 ans    | 2,4    |
| 15,9   | 60-74 ans    | 17,9   |
| 23,9   | 45-59 ans    | 28,6   |
| 13,6   | 30-44 ans    | 15,5   |
| 23,9   | 15-29 ans    | 15,5   |
| 19,3   | 0-14 ans     | 20,2   |

| Hommes | Classe d’âge | Femmes |
| ------ | ------------ | ------ |
| 0,5    | 90 ou +      | 1,4    |
| 5,5    | 75-89 ans    | 7,6    |
| 15,6   | 60-74 ans    | 16,3   |
| 20,8   | 45-59 ans    | 20     |
| 19,4   | 30-44 ans    | 19,4   |
| 17,6   | 15-29 ans    | 16,2   |
| 20,6   | 0-14 ans     | 19,1   |

## Lieux et monuments

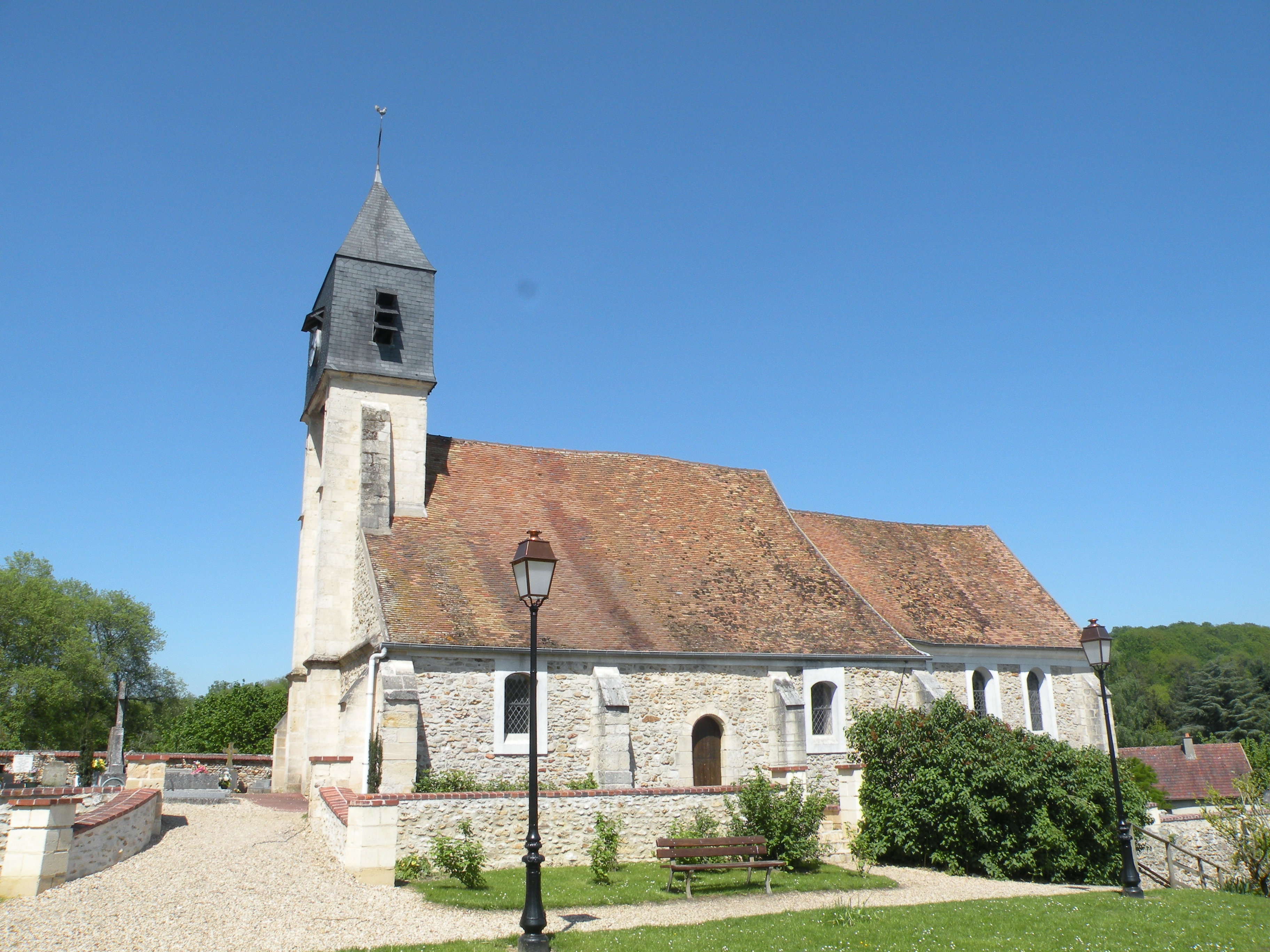
L'église de la Vierge.

- L'église de la Vierge dont il reste une baie romane du XIIe siècle mais l'église fut remaniée au XVIe siècle. Avec une croix classée à l'inventaire supplémentaire des monuments historiques depuis 1937.
- Buttes de Rosne.